# Gröningen

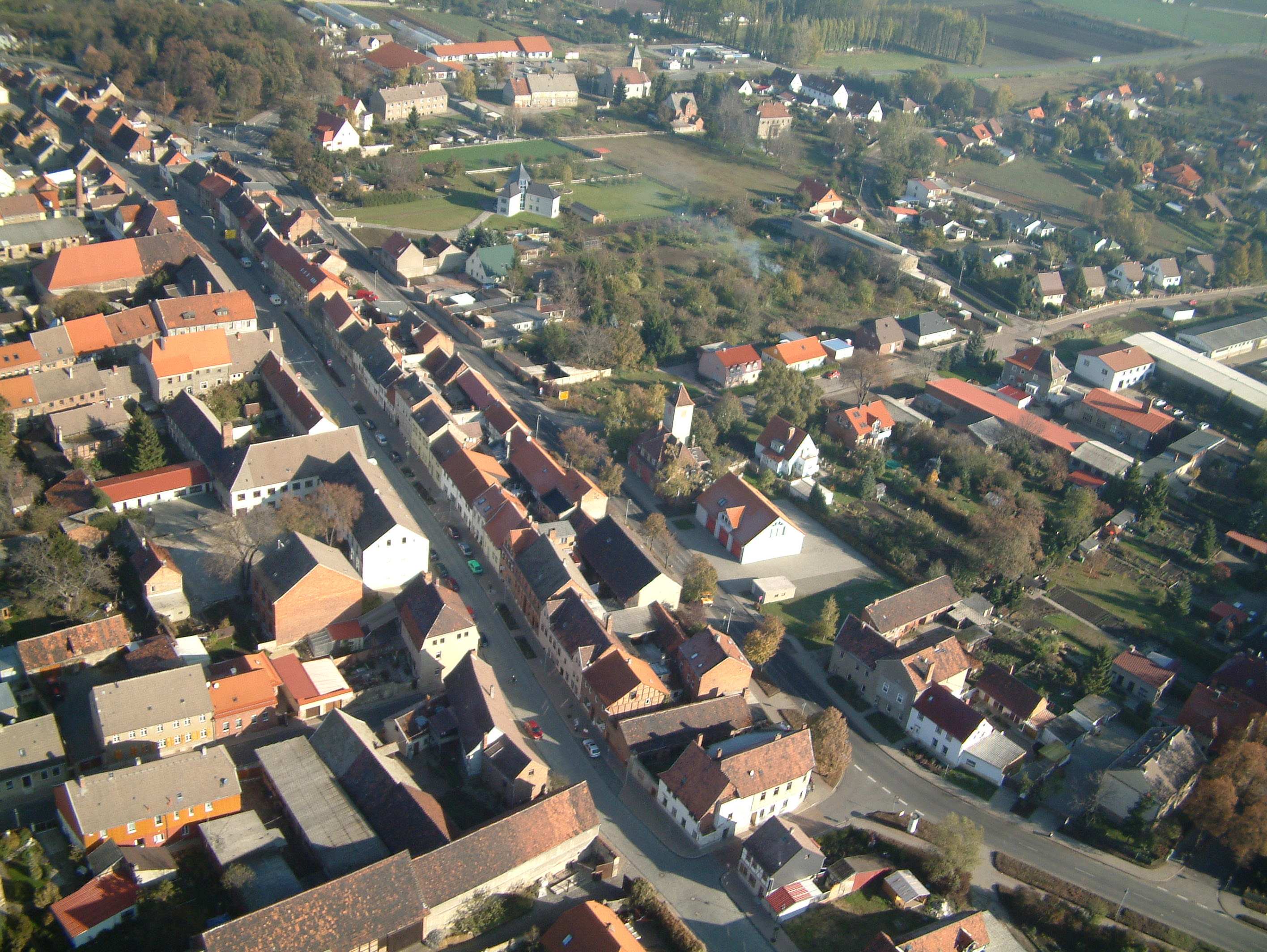
Luftaufnahme mit Graben- und Chausseestraße

Gröningen ist eine Landstadt im Landkreis Börde in Sachsen-Anhalt. Sie ist Sitz der Verbandsgemeinde Westliche Börde.

## Geografie
Gröningen liegt im Übergangsgebiet zwischen dem hügeligen, nördlichen Harzvorland und der Landschaft der Magdeburger Börde an der Bode, am Rande der Ausläufer des Hakels, zwischen der Landeshauptstadt Magdeburg und dem Harz. Die nächstgelegenen Städte sind Oschersleben 10 km nördlich und Halberstadt 12 km südwestlich.
Der Stadtteil Kloster Gröningen ist im Mündungsdreieck zwischen Holtemme und Bode angesiedelt.
Das südliche Vorland erreicht an der Domburg 240 m, am Speckberg 195 m, an der Ferdinandshöhe 113 m und fällt bei Adersleben auf 94 m ab. Die Ausläufer des Huys flachen sich bis zum Lauf der Holtemme auf weniger als 100 m NN ab.

### Stadtgliederung
Als Ortsteile der Landstadt sind ausgewiesen:
- Dalldorf
- Gröningen
- Heynburg
- Kloster Gröningen
- Krottorf
- Stadt Großalsleben

Als Wohnplätze der Stadt sind ausgewiesen:
- Adamshöhe
- Kuckucksmühle
- Schäferei

Am 1. Juli 2014 ist das neue Kommunalverfassungsgesetz des Landes Sachsen-Anhalt in Kraft getreten. In dessen §14 (2) wird den Gemeinden die Möglichkeit gegeben, den Ortsteilen, die vor der Eingemeindung Städte waren, diese Bezeichnung zuzuerkennen. Die Stadt Gröningen hat von dieser Regelung Gebrauch gemacht. Ihre neue Hauptsatzung ist mit Wirkung vom 17. März 2015 in Kraft getreten. Im §1 wird Großalsleben nicht mehr als eingegliederte Gemeinde, sondern als Stadt aufgeführt. Im §15 (5) wird der Ortsteil als Stadt Großalsleben bezeichnet.

## Geschichte

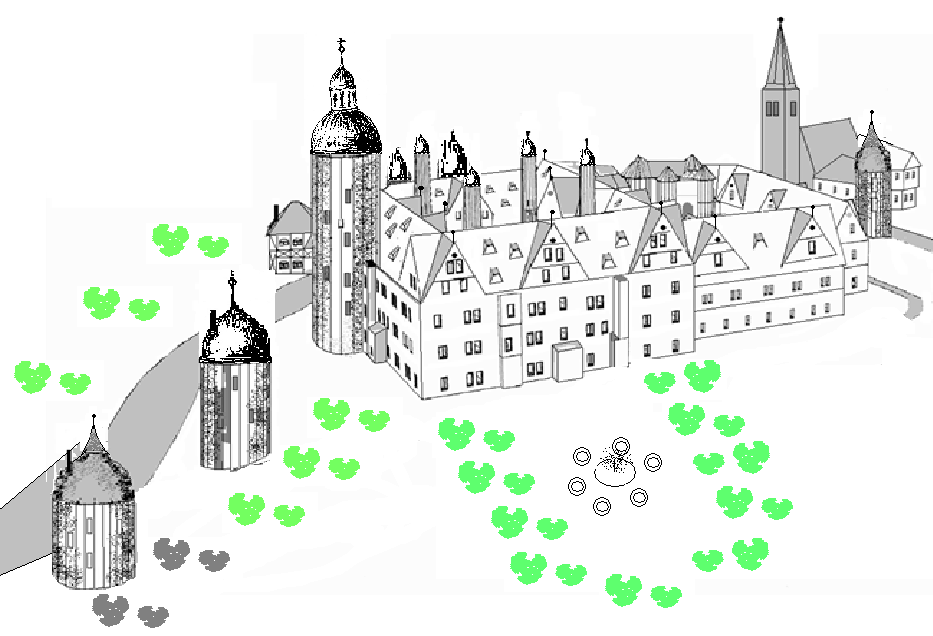
Rekonstruktion des fürstbischöflichen Schlosses Gröningen

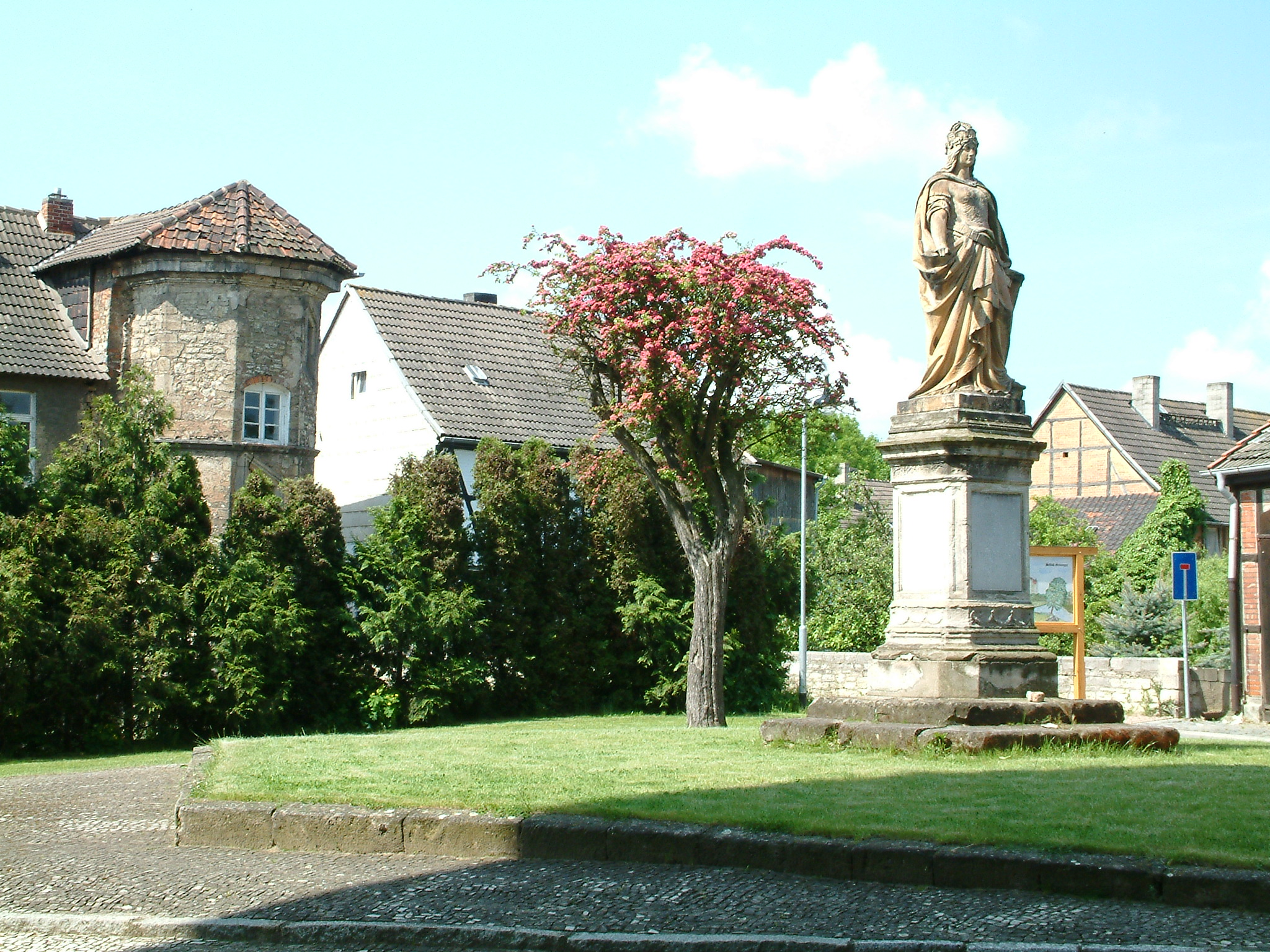
Germania-Denkmal mit dahinter befindlichen Brückentorhaus

Gröningen wurde 934 erstmals urkundlich erwähnt. Kirchlich gehörte das Gebiet zum Bistum Halberstadt des Erzbistums Mainz. Die Stadt Gröningen wurde im Hochmittelalter dem Schwabengau zugezählt, während das um 940 gegründete Kloster Gröningen dem Harzgau angehörte. Die Bischöfe von Halberstadt errichteten hier bereits 933–940 eine Burg. Diese wurde 1140 durch Pfalzgraf Friedrich II. von Sommerschenburg zerstört. Die ab 1253 neu erbaute Burg wurde zunächst mit Ministerialen besetzt, aber ab 1363 zur Residenz der Bischöfe von Halberstadt.
Seit 1535 wurde das Schloss erweitert und Heinrich Julius von Braunschweig-Wolfenbüttel, der zugleich evangelischer Bischof von Halberstadt und Minden war, ließ 1586–1594 auf den Resten der ehemaligen Vorburgen ein prächtiges zweistöckiges Renaissanceschloss durch den kursächsischen Baumeister Christof Tendler aus Torgau erbauen. Es handelte sich um eine große Vierflügelanlage mit vier schlanken Ecktürmen im Innenhof, unter Einbeziehung eines spätgotischen Torhauses mit Brücke und einem runden spätgotischen Turm auf der Außenseite. Der Schlossbau strapazierte die Finanzen des Hochstifts Halberstadt erheblich. Schon 1589 folgte Heinrich Julius aber seinem Vater Julius als regierender Herzog nach und bezog als Hauptwohnsitz das Schloss Wolfenbüttel. 1618/48 wurde das Schloss im Dreißigjährigen Krieg beschädigt. Infolge des Westfälischen Friedens fiel das Bistum Halberstadt 1650 als weltliches Fürstentum (ebenso wie 1680 das Erzstift Magdeburg) an das Kurfürstentum Brandenburg bzw. an das spätere Königreich Preußen. Der „Große Kurfürst“ Friedrich Wilhelm von Brandenburg heiratete auf dem Schloss am 14. Juni 1668 seine zweite Ehefrau, die 31-jährige verwitwete Herzogin Dorothea von Braunschweig und Lüneburg, geborene Prinzessin von Schleswig-Holstein-Sonderburg-Glücksburg, die aus ihrem Witwensitz Schloss Herzberg herangereist war. Ab 1680 begann das Gröninger Schloss aber zu verfallen.
Nach der Niederlage Preußens im Jahre 1806 gliederte Napoleon die westlich der Elbe gelegenen Gebiete Preußens an das Königreich Westphalen an. Gröningen gehörte zum Saaledepartement. Nach dem Wiener Kongress gelangte Gröningen 1816 an den Regierungsbezirk Magdeburg der preußischen Provinz Sachsen. 1817 wurde das verfallene fürstbischöfliche Schloss abgebrochen. 1879 bis 1932 bestand das Amtsgericht Gröningen. Gröningen gehörte bis 1994 dem Landkreis Oschersleben an. Nach der Zusammenlegung desselben mit dem Landkreis Wanzleben entstand daraus der Bördekreis. Im Jahre 2007 fusionierte dieser mit dem Ohrekreis zum Landkreis Börde.

### Zuckerfabrik
Die Zuckerfabrik Wiersdorff, Hecker & Co wurde 1864 in Gröningen errichtet. Zunächst stand sie in Konkurrenz zu einer kleinen, bereits 1848 erbauten Zuckerfabrik in Kloster Gröningen, die 1876 einging. Im Jahre 1879 erbaute sie die 4,6 Kilometer lange normalspurige Anschlussbahn Nienhagen–Gröningen zum Transport ihrer Erzeugnisse, die sie mit eigenen Lokomotiven befuhr. Diese wurde ab 1897 Teil der neu erbauten Bahnstrecke Aschersleben–Nienhagen, wobei die Zuckerfabrik zunächst Eigentümerin ihrer Bahnstrecke blieb und diese an die Aschersleben-Schneidlingen-Nienhagener Eisenbahn AG verpachtete. Die Zuckerfabrik besaß eigene Anbauflächen von zehn Quadratkilometern und baute dafür ab 1896 zum Rübentransport zusätzlich eine werkseigene Feldbahn der Spurweite 700 mm in Richtung Dalldorf, auf der wahrscheinlich nur Pferdebetrieb stattfand.
Im Jahr 1914 wurden ein neues Kontor- und Geschäftsgebäude und der dritte Fabrikschornstein errichtet. Die Fabrik war der größte Arbeitgeber der Stadt Gröningen und beschäftigte bis zu 700 Arbeiter. 1946 wurde die technische Ausrüstung der Fabrik als Reparationsleistung an die Sowjetunion demontiert. Pläne, die Zuckerfabrik größer und moderner wieder aufzubauen, wurden nie in die Tat umgesetzt.
In den Folgejahren nutzten einige kleinere Unternehmen die vorhandenen Gebäude und Anlagen. Die Firmen wurden nach der Wende zwischen 1989 und 1992 abgewickelt und geschlossen. Da sich keine Nachnutzer fanden, verfielen die Gebäude und wurden zwischen Juni 2001 und Mai 2002 abgerissen. Der 75 Meter hohe Schornstein – einst ein Gröninger Wahrzeichen – und das Kesselhaus wurden gesprengt. Auf dem Gelände wurde der „Zuckerpark“ angelegt.

### Eingemeindungen
Der Ortsteil Heynburg war ursprünglich ein Gutshof der Familie Heyne, der auf privatem Grund errichtet und mehr und mehr zur Siedlung erweitert wurde. Am 30. September 1928 wurde der Gutsbezirk Heynburg aufgelöst und der größte Teil der Stadt Gröningen zugeteilt. Am 1. November 1928 wurde der Gutsbezirk Haus Gröningen in Teilen mit der Stadt Gröningen und der Landgemeinde Kloster Gröningen vereinigt.
Am 1. Juli 1950 wurde die Gemeinde Kloster Gröningen in die Stadt Gröningen eingemeindet, am 1. Januar 1974 folgte die bis dahin eigenständige Gemeinde Dalldorf und am 1. Januar 2001 kamen die selbständigen Orte Großalsleben und Krottorf hinzu.

## Politik

### Stadtrat
Seit der Kommunalwahl vom 26. Mai 2019 hat der Stadtrat 16 gewählte Mitglieder. Die Wahl führte bei einer Wahlbeteiligung von 45,1 % (2014: 39,7 %) zu folgendem Ergebnis:
| Partei / Liste | Stimmenanteil | G/V %p | Sitze | G/V |
| CDU            | 37,2 %        | + 3,8  | 6     | + 1 |
| SPD            | 39,1 %        | − 10,9 | 6     | − 2 |
| UWG            | 23,7 %        | + 12,1 | 4     | + 3 |

### Wappen
| Wappen von Gröningen | Blasonierung: „Gespalten von Silber und Rot; darin drei Barsche pfahlweise in verwechselten Farben.“ |
| Wappen von Gröningen | Wappenbegründung: Im Jahre 1535 verleiht Kardinal Albrecht von Brandenburg als Bischof von Halberstadt dem Flecken Gröningen ein Wappen. In der Wahl der Wappenfarben als auch der Wappenteilung greift es die des Wappens des Bistums Halberstadt auf, zu dem es gehörte. „den Ratmannen und der Gemeinde des Bleks Gröningen das Recht, in allen Sachen und Geschäften, zum Schimpf und Ernst, ein Wappen und Siegel zu führen und zu gebrauchen: Das Wappen soll gleich in der Mitten die Länge abwärts getheilt sein, daß fürder und rechte Feld weiß und das linke Feld roth, wie unser Stifts Halberstadt Wappen ist, darinnen drei ganze Barsche oben einander zwerg durch beide Felder streichend, der jeder im rothen Felde halb weiß und im weißen Felde halb roth sein soll.“ Einen Fisch (Barsch) führten auch die in Gröningen belehnten und angesessenen Ministerialen Bars (von Barsewisch) und Rathgebe im Wappen. Mag sein, dass in Anlehnung daran das kommunale Wappen verliehen wurde. Der Name des Städtchens ist eine Ableitung aus dem Altsächsischen: -inga, -ingi von altsächs. Groni, und mnd. grone = grün; die Leute auf dem Grünland bzw. Grasland. Das Wappen wurde vom Magdeburger Heraldiker Jörg Mantzsch grafisch ausgeführt und am 20. März 1995 durch das Regierungspräsidium Magdeburg genehmigt. |

### Dienstsiegel
Das Dienstsiegel zeigt das Wappen der Stadt mit der Umschrift: „STADT GRÖNINGEN • LANDKREIS BÖRDE“.

## Wirtschaft und Infrastruktur

### Verkehrsanbindung
Gröningen ist über die Bundesstraße 81 zu erreichen, die die Landeshauptstadt Magdeburg über Kroppenstedt mit dem Harz verbindet. Seit 1. Oktober 2003 wird die Landstadt durch eine 5,8 Kilometer lange Umgehungsstraße vom Durchgangsverkehr entlastet. Der Neubau hat ca. zehn Millionen Euro gekostet.
Weitere Landstraßen führen über Großalsleben (L24) nach Oschersleben, nach Nienhagen, über Deesdorf nach Wegeleben.
Die nächstgelegenen Bahnhöfe sind in 4 km Nienhagen (b Halberstadt), in 9 km Wegeleben, und in 12 km Oschersleben (Bode) oder Halberstadt. Die Bahnstrecke Aschersleben–Nienhagen ist stillgelegt.
In 26 Kilometer Entfernung liegt der Flugplatz Cochstedt nahe Magdeburg.

### Bildung
- Kindertagesstätte Bodespatzen
- ab 2022 Kindertagesstätte  Edelhof in Trägerschaft des diakonischen Werks im Kirchenkreis Halberstadt e. V.[13]
- Grundschule Friedrich Hoffmann
- Börde Campus Gröningen mit der privaten Sekundarschule und dem Freien Gymnasium
- Im Ortsteil Großalsleben gibt es eine freie Grundschule nach dem Montessori-Konzept.
- In der etwa 10 km entfernten ehemaligen Kreisstadt Oschersleben, gibt es öffentliche Sekundarschulen und Gymnasien

## Kultur und Sehenswürdigkeiten

### Bauwerke

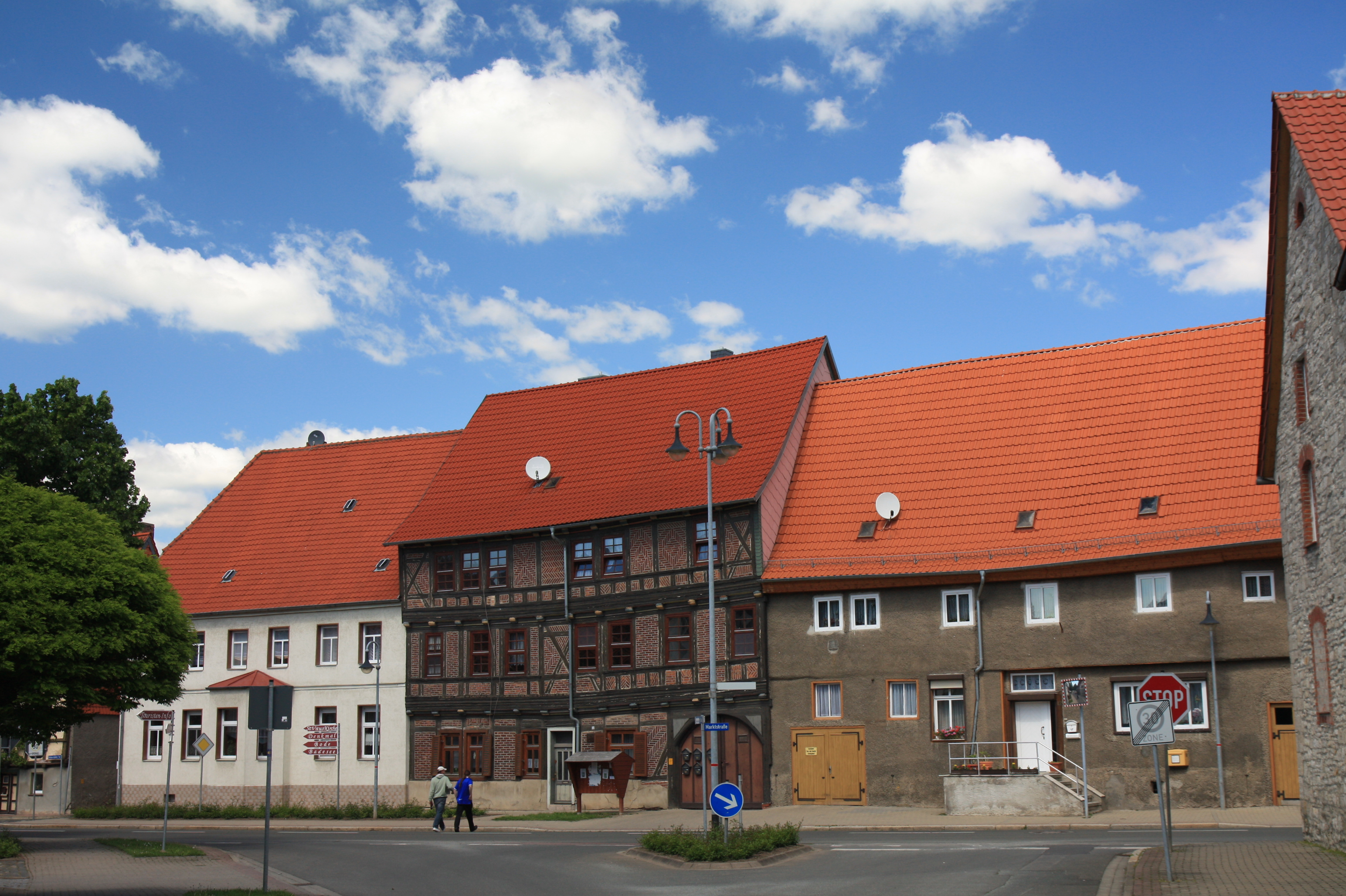
Fachwerkhaus von 1697

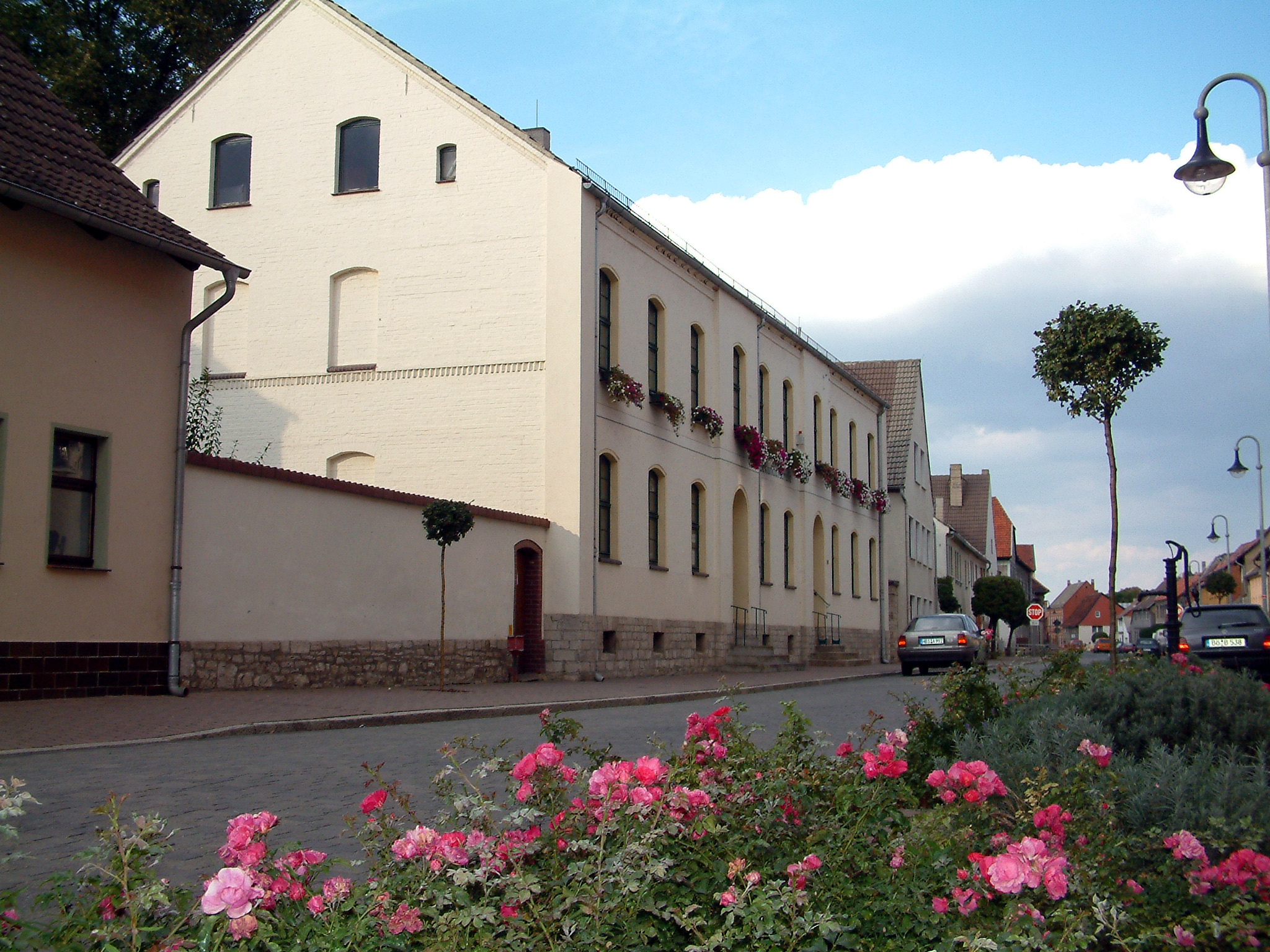
Auf dem Grundstück des abgebrannten Gutes „Heyne“ wurde 1856 die heutige private Sekundarschule gebaut.

Die Kulturdenkmale der Landstadt sind im örtlichen Denkmalverzeichnis eingetragen. Eines der ältesten Gröninger Fachwerkhäuser befindet sich in der Marktstraße der ehemaligen Residenzstadt. Es wurde 1697 vom Amtsrichter Christopherus Ortlepius gebaut. Bei einem Großbrand im Bereich zwischen der Göckingk- und Marktstraße brannten im Jahr 1850 alle Gebäude des Rittergutsbesitzers und kgl. Amtsrates Georg-Wilhelm Heyne ab. Der Brand war erst nach acht Tagen abgelöscht. Auf den Ruinen im Bereich der Grabenstraße wurde 1856 die heutige Sekundarschule gebaut.

### Kirchen
Gröningen liegt an der Straße der Romanik. Ein besonderes Bauwerk ist die Klosterkirche St. Vitus im Ortsteil Kloster Gröningen. Die Stadtkirche St. Martini stammt in Teilen aus dem 13. Jahrhundert wurde nach ihrem Verfall Anfang des 15. Jahrhunderts neu errichtet und 1418 geweiht. Das heutige Kirchenschiff entstand jedoch im Wesentlichen in den Jahren 1901–1906.
In Südgröningen steht die Vorstadtkirche St. Cyriaci (auch St. Cyriacus) an der Heinrich-Julius-Straße. Sie stammt aus dem 12. oder 13. Jahrhundert und hat einen rechteckigen Turm mit einem romanischen Rundbogenportal aus dem Jahr 1320. Bemerkenswert sind auch der reich verzierte Flügelaltar aus dem 15. Jahrhundert sowie ein Abendmahlsbild und ein Kruzifix aus dem 16. Jahrhundert. Diese drei Kirchen gehören zum evangelischen Kirchenkreis Halberstadt.
Die katholische Kirche St. Liborius befindet sich an der Magdeburger Straße. Sie wurde 1905/06 erbaut und ist heute eine Filialkirche der Pfarrei St. Burchard in Halberstadt.
Die neuapostolische Gemeinde Gröningen bestand bis 2006, ihr ehemaliges Kirchengebäude wird seit 2007 von Kleintierzuchtverein Gröningen als Vereinshaus genutzt.

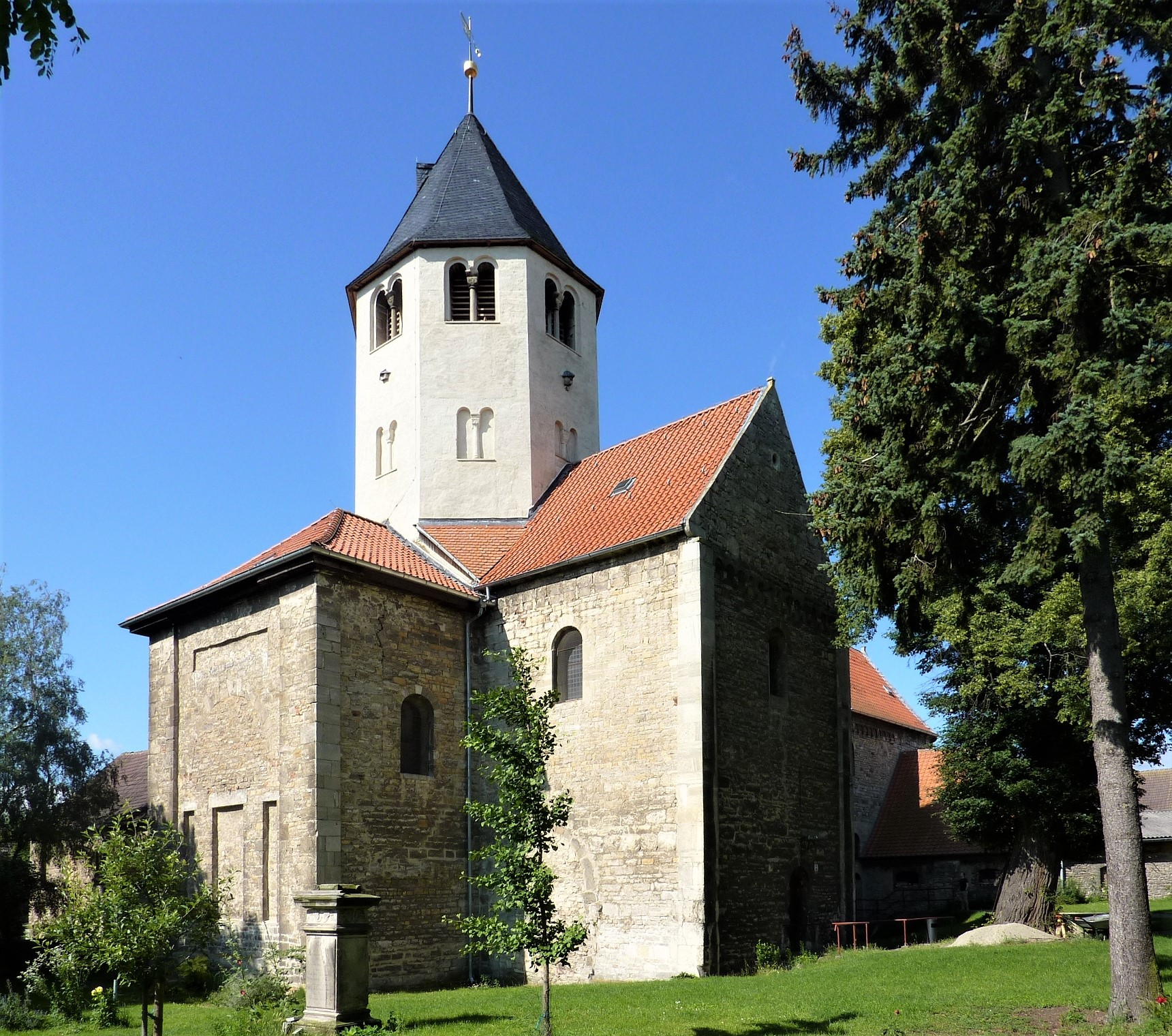
Ehemalige Klosterkirche St. Vitus im Kloster Gröningen
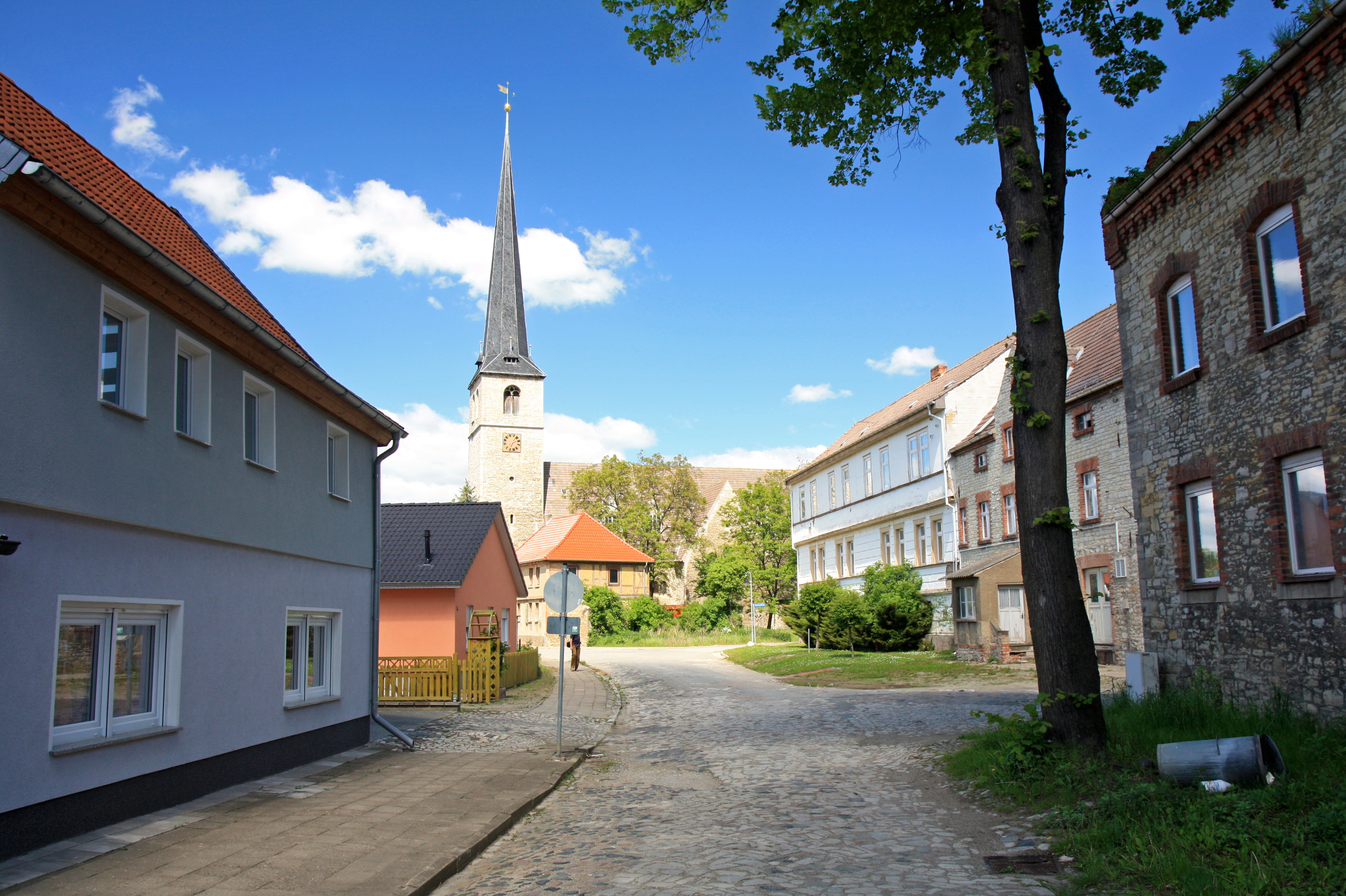
Stadtkirche St. Martini
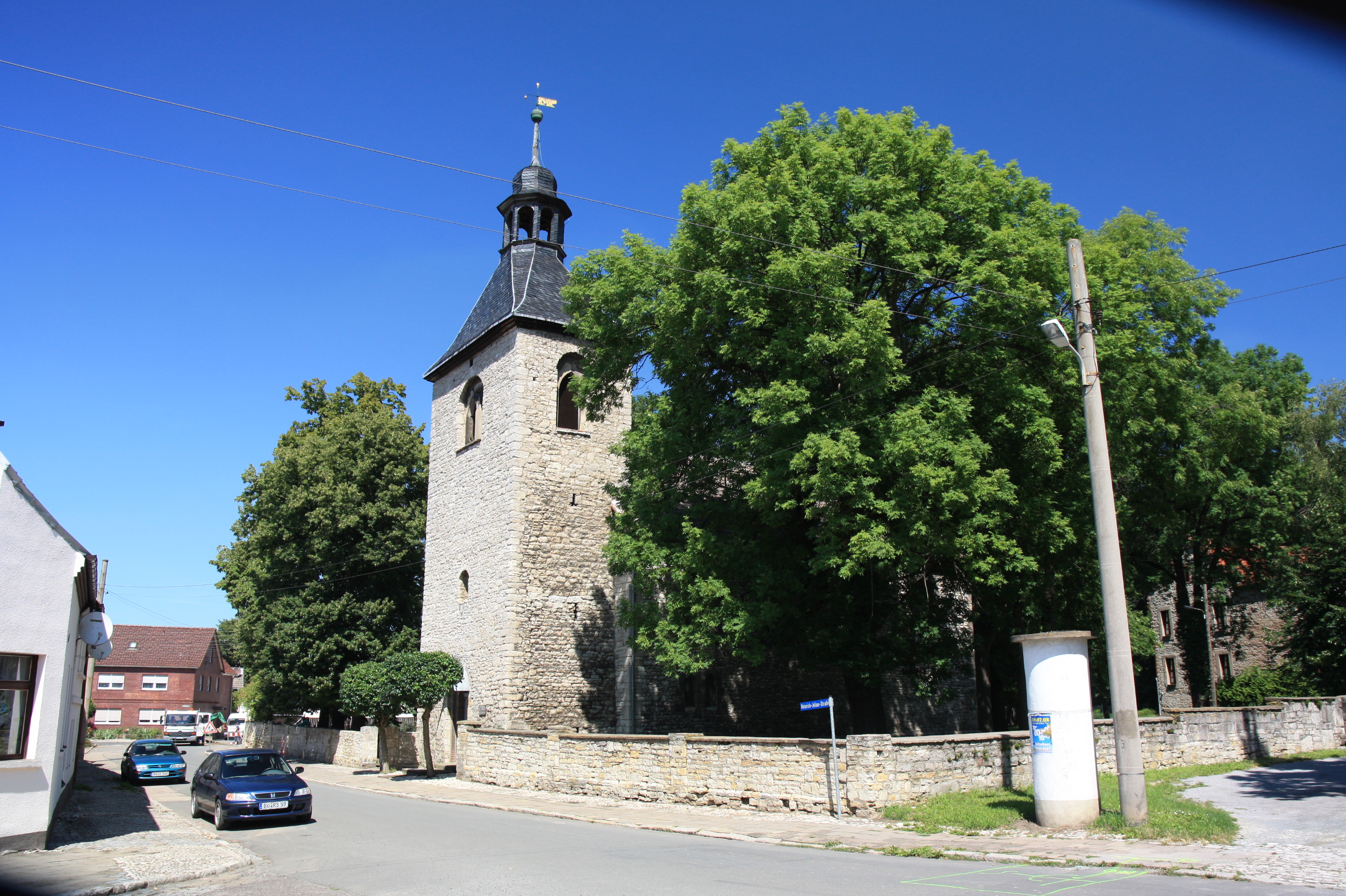
St. Cyriaci in Südgröningen
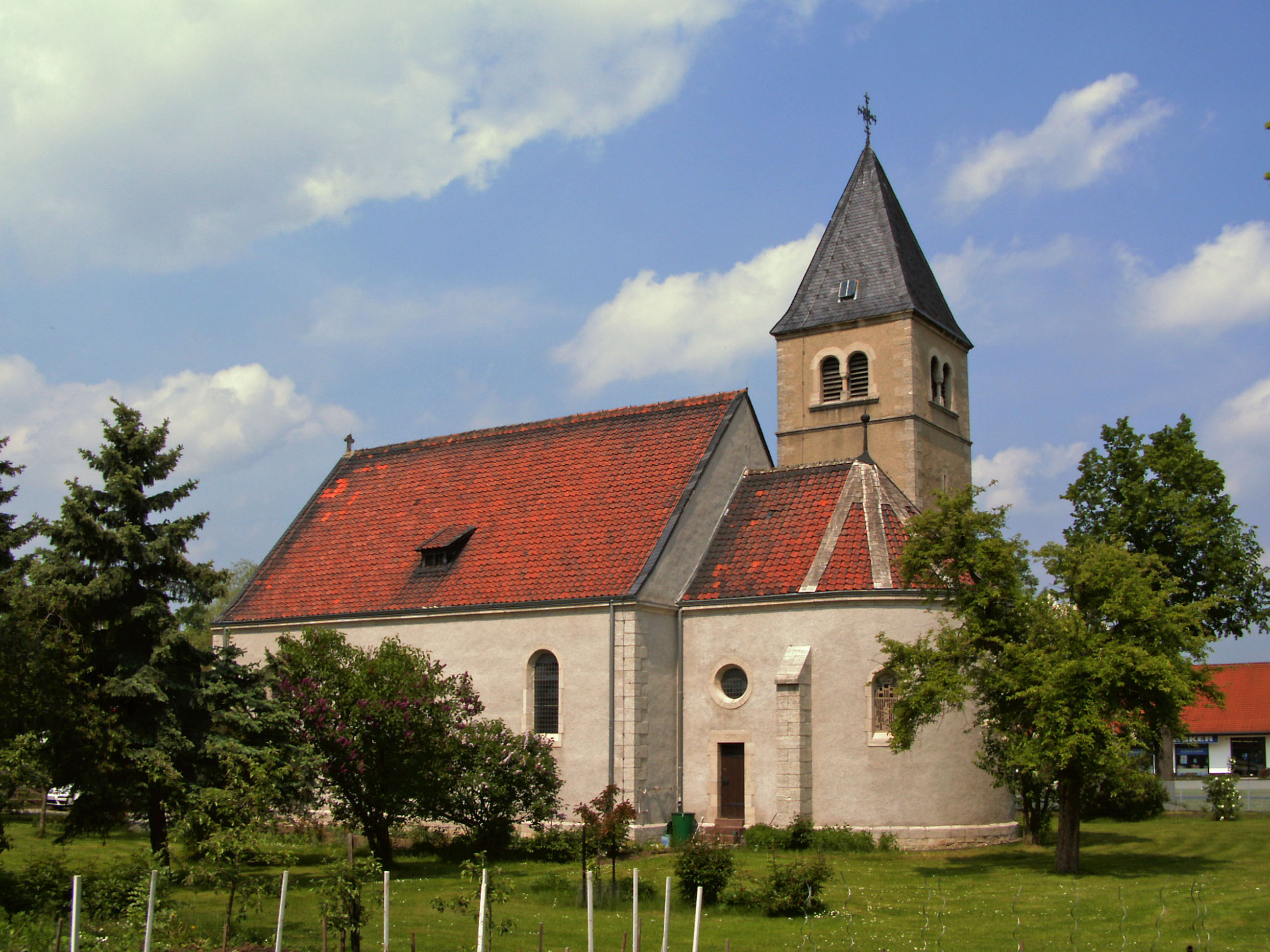
St.-Liborius-Kirche

### Schloss, 1817 abgerissen

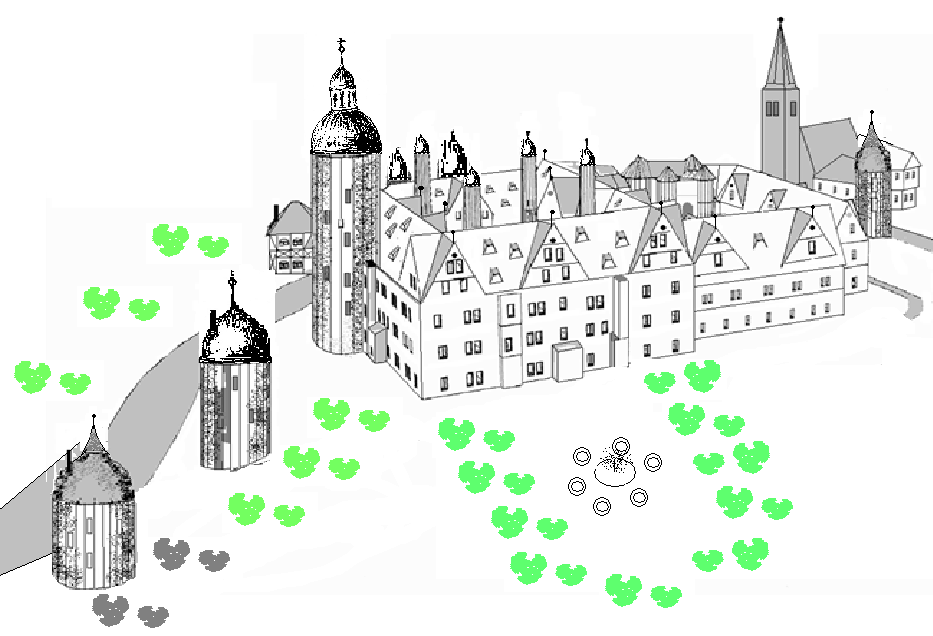
Rekonstruktionsversuch des Renaissanceschlosses

Die Burg Gröningen aus den Jahren um 933–940, die auf den Resten einer zerstörten Wallburg errichtet worden war, wurde 1140 unter Führung des Pfalzgrafen Friedrich II. von Sommerschenburg zerstört. An ihrer Stelle entstand 1253 eine neue Burg, die 1363 in den Besitz der Bischöfe von Halberstadt kam, die sie zunächst ihren Ministerialen von Lochow überließen. Von 1535 an haben die Bischöfe diese Burg dann zu einem der bedeutendsten Renaissanceschlösser der Region in Form einer Vierflügelanlage umgebaut und erweitert.
Die Skizze zeigt das Gröninger Residenz- und Renaissanceschloss um 1600. Etwa ab 1680 begann der Verfall von Schloss Gröningen, der 1817 mit dem Abriss endete. Ein Portal des Schlosses befindet sich heute in Halberstadt, Ortsteil Emersleben. Es ist aus Sandstein und ist ein Rundbogenportal. An den Seiten des Rundbogens befinden sich Köpfe.
Das bedeutende Altarbild der Gröninger Schlosskapelle wurde 1847 nach Wernigerode-Hasserode verkauft und befindet sich heute in der dortigen Christuskirche. Auf dem Gemälde sieht man den Maler Adam Offinger und den Förderer der Künste, Bischof Heinrich Julius.
Ebenfalls aus dem Inventar des Gröninger Schlosses stammt das Gröninger Fass mit über 140 m³ Fassungsvermögen. Es steht heute im Jagdschloss Spiegelsberge oberhalb von Halberstadt und ist das älteste erhaltene Riesenweinfass der Welt. Im Jahr 2008 wurde es in das Guinness-Buch der Rekorde aufgenommen. Auch das Portal am Zugang zum Keller des Jagdschlosses stammt vom Gröninger Schloss, der Aufsatz zeigt die Wappen des Bischofs Heinrich Julius und seiner Ehefrauen.

### Orgel aus der Schlosskapelle, heute in Halberstadt
David Beck schuf im Auftrag von Herzog Heinrich Julius in den Jahren 1592 bis 1596 die legendäre Gröninger Orgel. Zur Prüfung und Einweihung dieses monumentalen Instruments wurden am 2. August 1596 die 53 berühmtesten Organisten der Zeit nach Gröningen eingeladen. Das Instrument verfügte über 59 Register, war auf höchstem handwerklichen und künstlerischem Niveau angefertigt und mit reichem Schnitzwerk verziert. Musiker wie Michael Praetorius spielten auf ihr. Die berühmte Orgel wurde 1770 in die Martinikirche nach Halberstadt umgesetzt, wo nur der Prospekt erhalten blieb, während das Rückpositiv um 1830 nach Harsleben gelangte. Ab 2012 wird eine Rekonstruktion der Gröninger Orgel in Halberstadt auf Grundlage der erhaltenen Teile, der guten Quellenlage und vergleichbarer zeitgenössischer Werke geplant.

### Friedhöfe

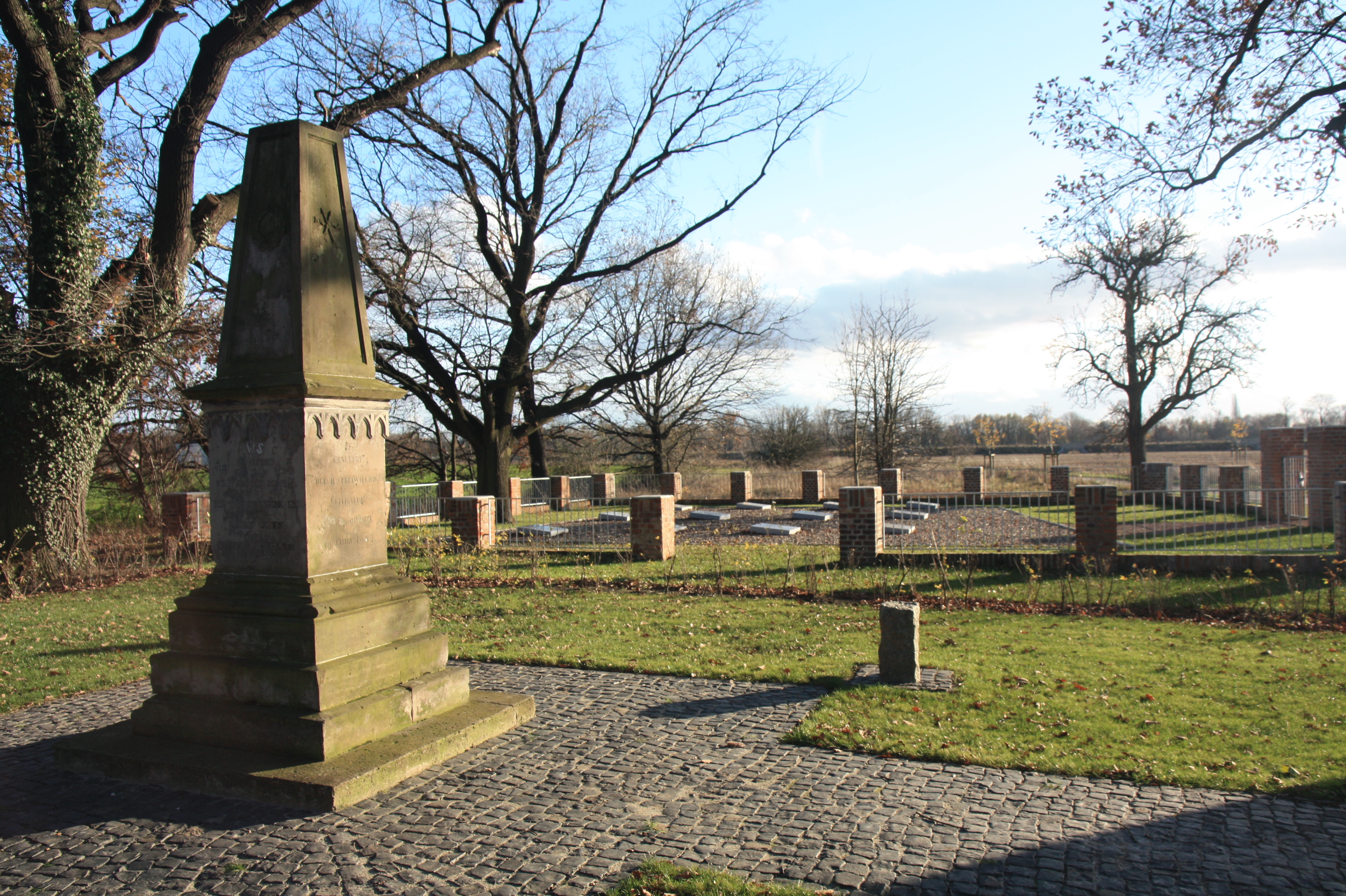
Sowjetischer Ehrenfriedhof

- Der Sowjetische Ehrenfriedhof liegt am Faulen See neben dem Ehrenfriedhof für die preußischen und russischen Gefallenen der Befreiungskriege 1812/13. Hier sind 80 Kriegsgefangene sowie Frauen, Männer und Kinder begraben, die während des Zweiten Weltkrieges als Zwangsarbeiter nach Deutschland verschleppt wurden.[18]

- Der jüdische Friedhof, der am Ortsausgang Richtung Deesdorf/Wegeleben zu finden ist, besteht seit etwa 1719. Damals wurde zwischen dem Gemeindevorsteher Levi Seelig und dem Rat der Stadt eine Vereinbarung getroffen: Die jüdische Gemeinde solle jährlich acht Groschen Erbzins für den Friedhof zahlen. Im Lauf des 19. Jahrhunderts ging die Anzahl der jüdischen Einwohner stark zurück, so dass es zu immer weniger Beisetzungen gekommen ist und der Friedhof noch vor 1900 geschlossen wurde. Auf dem Friedhof befinden sich noch neun Grabsteine aus dem 18. Jahrhundert, andere sind aus dem 19. Jahrhundert. Die Form des Friedhofs ähnelt einem Trapez und wird von einer breiten Bruchsteinmauer umgeben.[19]

### Denkmäler
Zwischen den einstigen Befestigungsanlagen des Schlosses und der Martinikirche befindet sich ein etwa fünf Meter hohes Denkmal. Hauptfigur ist die Germania mit der Kaiserkrone in der erhobenen rechten und dem Reichsschwert in der linken Hand. Der kleine Platz, auf dem das Denkmal steht, wurde 1873 bepflanzt und mit einer Umgrenzung umgeben. Mit diesem Siegesdenkmal gedachten die Gröninger der Wiedererrichtung des deutschen Kaiserreiches, dem Deutsch-Dänischen Krieg von 1864, dem Krieg zwischen Deutschland und Österreich von 1866 und dem Deutsch-Französischen Krieg von 1870/71. Neben der aufwändig gefertigten Germania-Statue wurden die Namen aller Gröninger in den Denkmalsockel eingelassen, die in diesen Kriegen ihr Leben verloren haben. Die Namen sind jedoch nicht mehr zu lesen.
Weitere Denkmäler der Stadt sind der 1934 errichtete Gedenkstein an das tausendjährige Bestehen der Stadt und ein Obelisk, der an die in den Befreiungskriegen getöteten Soldaten der preußischen und russischen Armee gedenkt.

## Landschaft

### Allgemein
Mit Sicherheit war die gesamte Landschaft zwischen Hakel und Huy, bis auf die Bodeaue, in der Vorzeit dicht bewaldet. Da auch ausreichend Wasser zur Verfügung stand, siedelten hier schon frühzeitig Menschen und gestalteten die Natur für ihre Zwecke um. So umgibt die Stadt heute eine abwechslungsreiche Landschaft. Im Norden, Süden und Osten bringt auf flachen Hügelflächen der fruchtbare Schwarzboden reiche Ernten. Die Bode-Niederung im Westen und Süden weist einen hohen Anteil an Grünflächen auf. Eingeschlossen im landwirtschaftlich genutzten Land befinden sich zahlreiche kleinere Seen und mit Wasser gefüllte Erdfälle.

### Gewässer

#### Die Bode

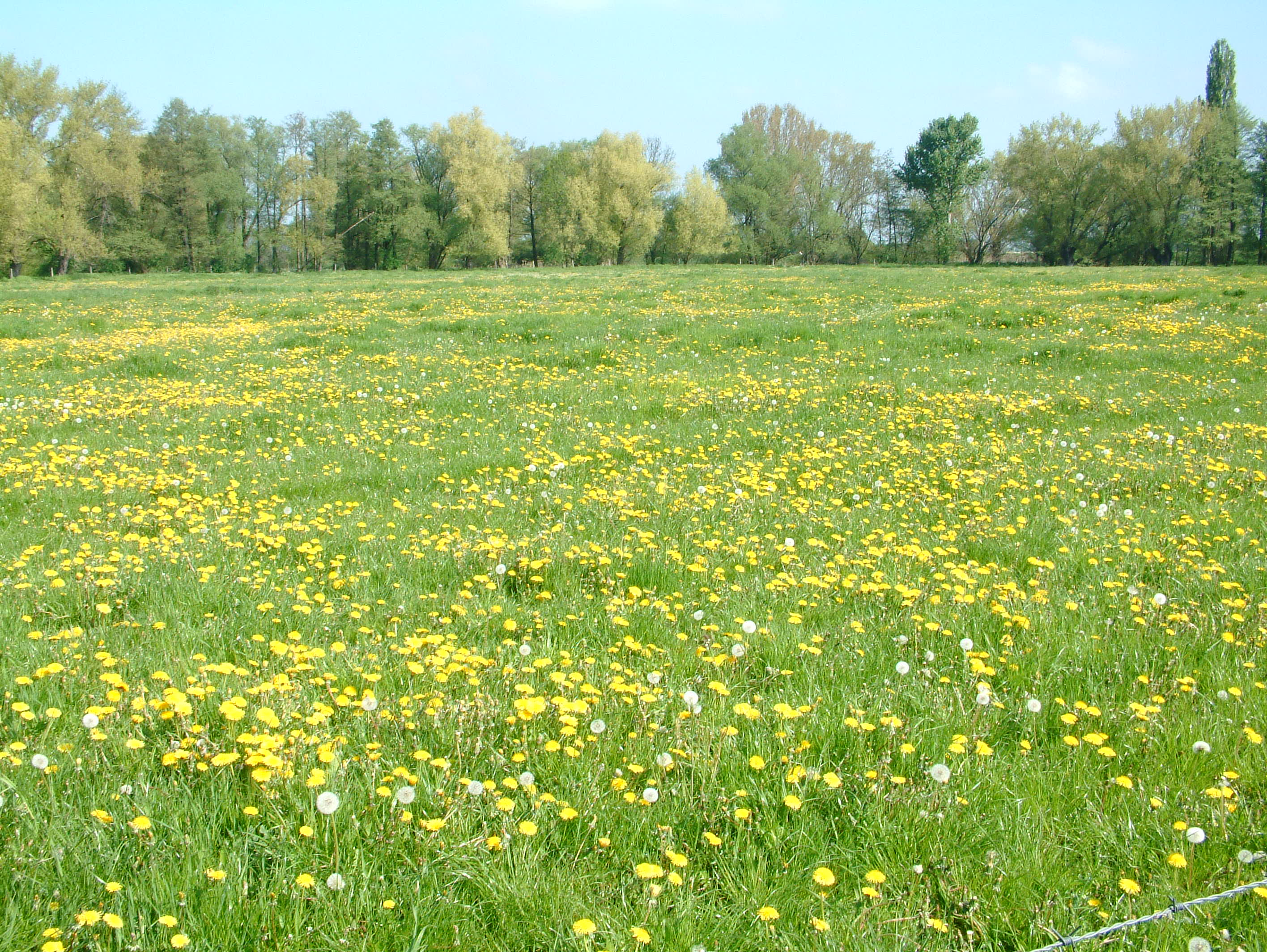
Löwenzahnblüte auf den Wiesen der Bodeaue zwischen Gröningen und Kloster Gröningen

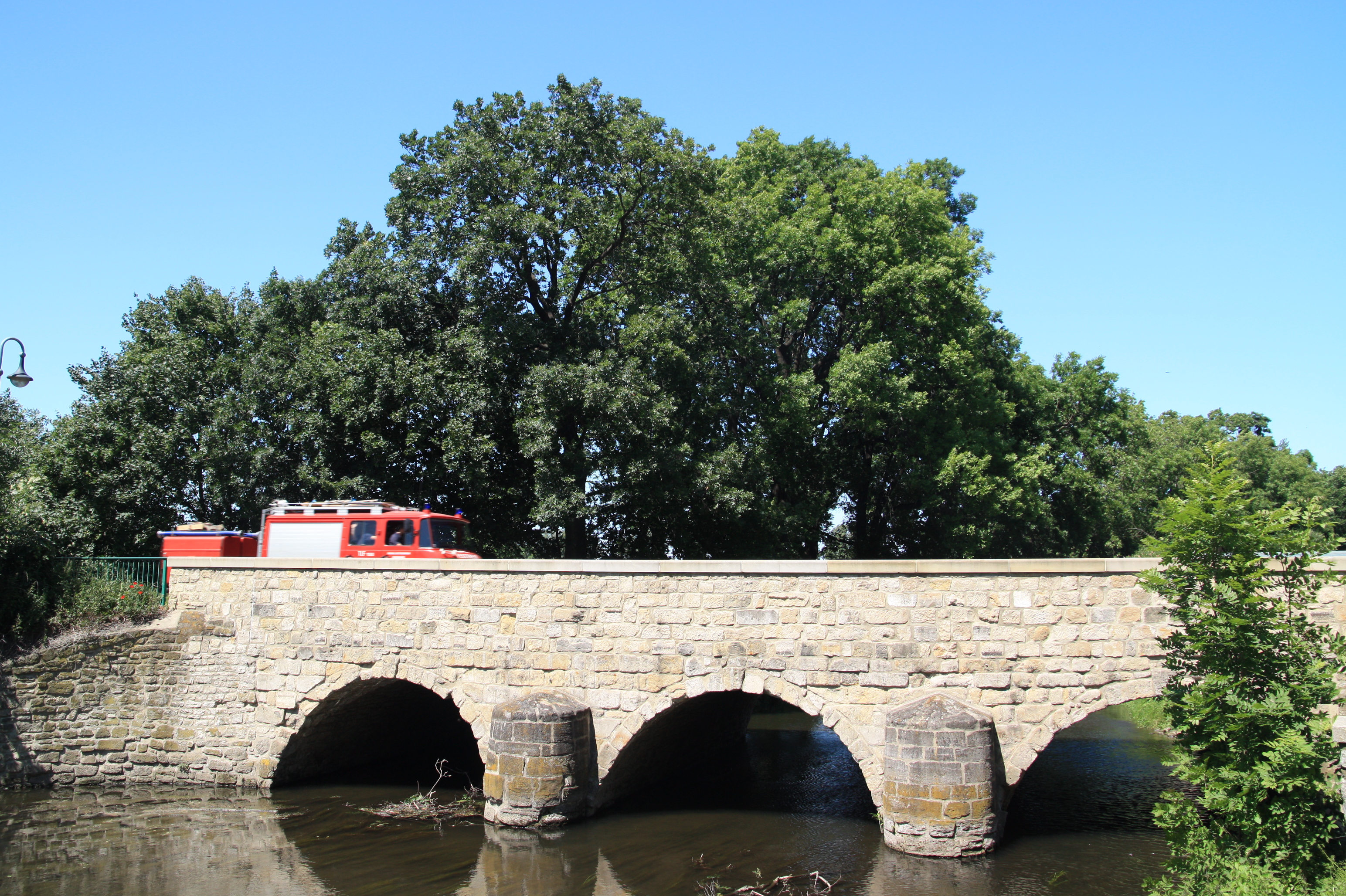
Sanierte Mühlgrabenbrücke. Sie wurde schon vor dem Dreißigjährigen Krieg gebaut.

Die insgesamt 110 Kilometer lange Bode hat ihren Ursprung im Harz. Von Gröningen bis zur Quelle im Harz sind es 42,6 Kilometer, und die Höhe über dem Meeresspiegel beträgt an der Bodebrücke 88 m. Auf dem 11,4 Kilometer langen Weg nach Oschersleben besteht ein Gefälle von 8,3 Metern. Sie erreicht in Windungen, von Südwesten kommend, zwischen Kloster und der Stadt Gröningen den westlichen Ortsrand.
Ihr Oberlauf im Harz wird durch ein System von Talsperren gestaut. Im weiteren Verlauf nimmt sie eine nennenswerte Zahl von Zuflüssen auf. Vor Gröningen sind es die Selke bei Rodersdorf, der Goldbach bei Wegeleben und der Kannenholzgraben, der, aus dem Raum Halberstadt kommend, in einen der alten Bodearme bei Kloster Gröningen einfließt.
Der Wasserlauf der Bode wendet sich nach Nordwesten und empfängt an der Kuckucksmühle zwischen Hordorf und Nienhagen mit der Holtemme weitere Wassermengen.
Nicht nur in der Zeit der Schneeschmelze, auch nach größeren Regenfällen, führt die Bode Hochwasser und verlässt oft ihr Flussbett.
Sie überschwemmt dann meist die Wiesen zwischen Gröningen und Wegeleben und das Ackerland am Nordrand der Stadt. Drei künstlich geschaffene Staustufen (Gröninger Wehr, Wehr bei Krottorf und Oschersleben) sorgen für einen Wasserstand, der für das landwirtschaftliche Umfeld der Bodeaue von großer Bedeutung ist.
Neben der Bodebrücke mit vier Gewölben gibt es die Brücke über den Mühlgraben mit drei Bögen und die zehn so genannten Flutbrücken. In ihrer heutigen Bauweise entstanden die Brücken 1802 und 1803 während der Umgestaltung des Bodelaufes. Bereits etwa 150 Jahre zuvor, am 10. Februar 1653, wurde der Damm mit den Brücken – die Straße, die heute Gröningen und Kloster Gröningen verbindet – in einer Urkunde erwähnt. Damals wurden die Privilegien der Stadt Gröningen durch den Kurfürsten von Brandenburg bestätigt. Die Stadt stellte Geldmittel, die aus Einnahmen aus Zoll und Wegepfennig stammten, zur Erhaltung des Steindammes und der Gewölbe zur Verfügung. Im Rückschluss kann man davon ausgehen, dass die beiden Brücken schon vor dem Dreißigjährigen Krieg entstanden sein müssen. Unter Bischof Heinrich Julius von Halberstadt wurde das Große Bruch schiffbar gemacht, um das Residenzschloss Gröningen zu erreichen. 1759 wurden die Brücken und das Steinpflaster nochmals erneuert.
Die Bode beeindruckt mit einem besonderen Fischreichtum, der vor der Industrialisierung im Harz noch wesentlich größer war. Hechte, Weißfische, Döbel, Barsche und viele andere Arten wurden mit Netzen gefangen oder an flachen Stellen mit der Gabel gestochen. In den 60er Jahren des vorigen Jahrhunderts führte die starke Verschmutzung des Flusses zu großen Fischsterben.
Mit der politischen Wende wurde die Wasserqualität wieder besser. Der Flussabschnitt zwischen Wegeleben und Gröningen wurde nicht reguliert und eignet sich zum Kanufahren.
Für die Spaziergänge kann man mehrere Wanderwege nutzen und in den Naturschutzgebieten auch zahlreiche vom Aussterben bedrohte Tier- und Pflanzenarten beobachten. Mit etwas Glück sind auch der Eisvogel oder die Beutelmeisen dabei. Leider bekommt man am Tag den Biber nur sehr selten zu Gesicht, dass er hier aber auch ein Zuhause gefunden hat, beweisen die am Ufer und in Ufernähe Bäume und Sträucher, die er nagend zu Fall gebracht hat. An der Bode im Bereich Deesdorfs wurden sogar schon Waschbären gesichtet, die sich an den Hühnerställen des Dorfes zu schaffen machten.
Einen Abstecher wert ist auch das Überfall- und Schützentafelwehr, das sich am Ortsrand von Gröningen befindet. Eine erste Datierung zum Bau eines Wehrs ist im Jahr 1801 zu finden. Die kombinierte Anlage diente zum Antrieb des Mühlrades der Wassermühle und der Regulierung des Wasserstandes der Bode. 1854 wurde die Wehranlage erneuert, nachdem sie schwere Schäden aufwies. In der heutigen Zeit dient das Wehr nur noch zur Regulierung des Wasserstandes der Bode und des Mühlgrabens. Die Amtsmühle am ehemaligen Schloss, die bereits 1534 erstmals erwähnt wurde, war bereits 1889 durch einen Brand zerstört worden. Später wurde in die ehemalige Wassermühle eine Turbinenanlage zur Stromerzeugung eingebaut. So trieb die Wasserkraft drei Turbinen mit einer damals beachtlichen Leistung von 77 Kilowatt an. Die erzeugte Energie wurde in der Gröninger Zuckerfabrik genutzt.
Im weiteren Verlauf durchfließt die Bode in großem Bogen die Landkreise Oschersleben (heute Bördekreis), wo sie südlich von Krottorf bei Kilometer 63,2 linksseitig die Holtemme aufnimmt, Aschersleben-Staßfurt und Bernburg (jetzt zusammen der Salzlandkreis), wo sie bei Nienburg nach knapp 140 Kilometern Länge in die Saale (Saale-km 27,6) mündet. In Oschersleben fließt der Große Graben bei einer Höhe von 79,7 Metern über dem Meeresspiegel in die Bode und sorgt für einen wesentlich erhöhten Wasserstand.

#### Hechtgraben

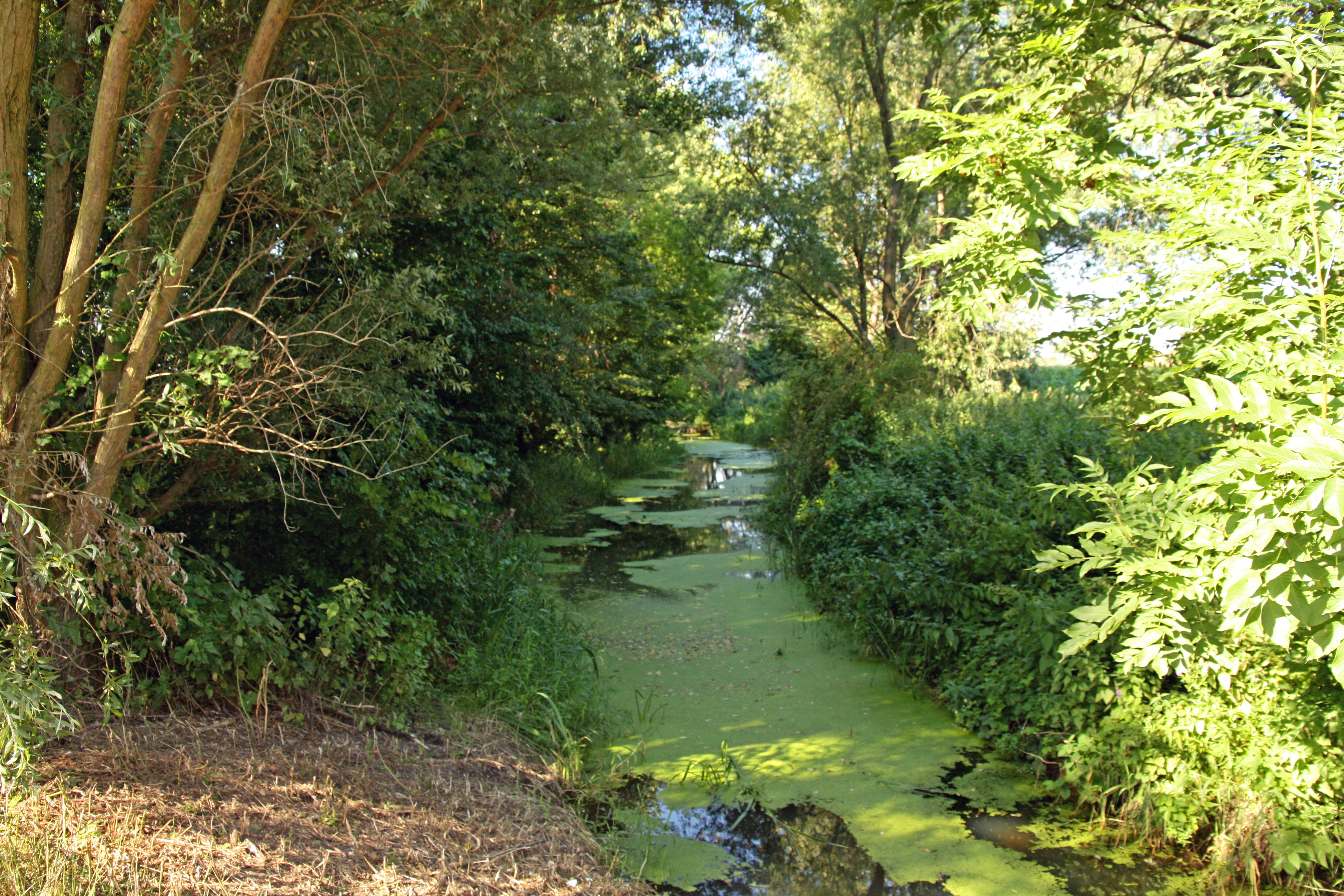
Hechtgraben im Einmündungsbereich zur Bode im Bereich zwischen Wehr und Bodebrücke

Der Hechtgraben ist der Einmündungsbereich eines alten Bodearmes, der sich in den Wiesen zwischen Gröningen und Kloster Gröningen befindet. Er ist ca. zweieinhalb Meter breit, an einigen Stellen bis zu ein Meter tief und vorwiegend von Weiden umgeben. Die heutige Wassereinspeisung erfolgt vom Kannenholzgraben bei Kloster Gröningen.

#### Fauler See

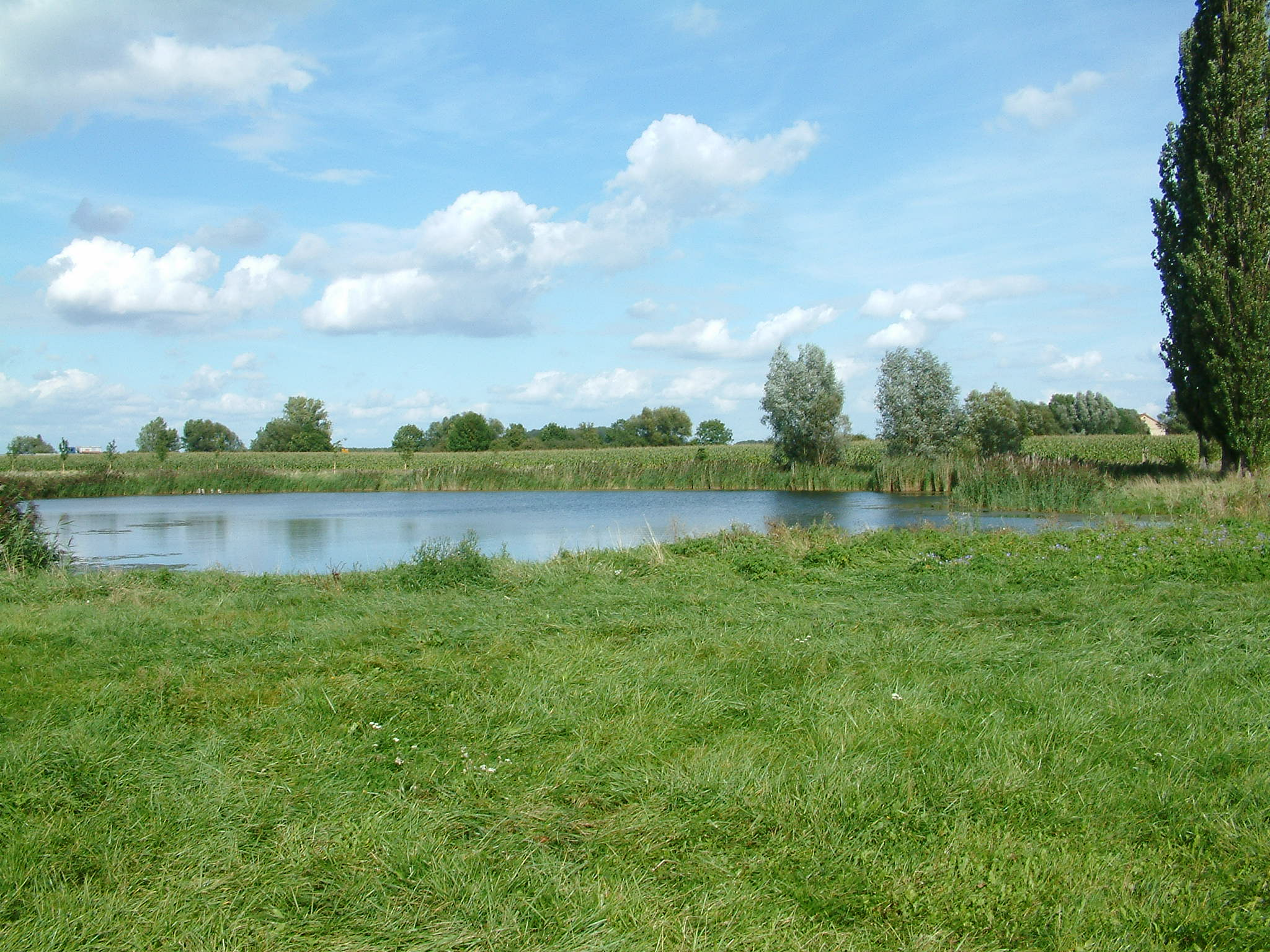
Fauler See bei Gröningen

Der Faule See befindet sich am nordwestlichen Stadtrand von Gröningen und ist vom Ursprung her gesehen ein alter Erdfall, dessen Entstehung jedoch nicht datiert ist. Er wurde seit Jahrhunderten zum Röten von Flachs genutzt, wobei die Gummistoffe im Flachs durch einen Faulungsprozess herausgelöst wurden – daher stammt vermutlich auch sein Name. In den 1960er Jahren wurde in dem leicht salzhaltigen Wasser viel gebadet und geangelt.
Im Umfeld befindet sich eine kleine Wiesenlandschaft, der Russenfriedhof und landwirtschaftlich genutzte Flächen.

#### Luttersee

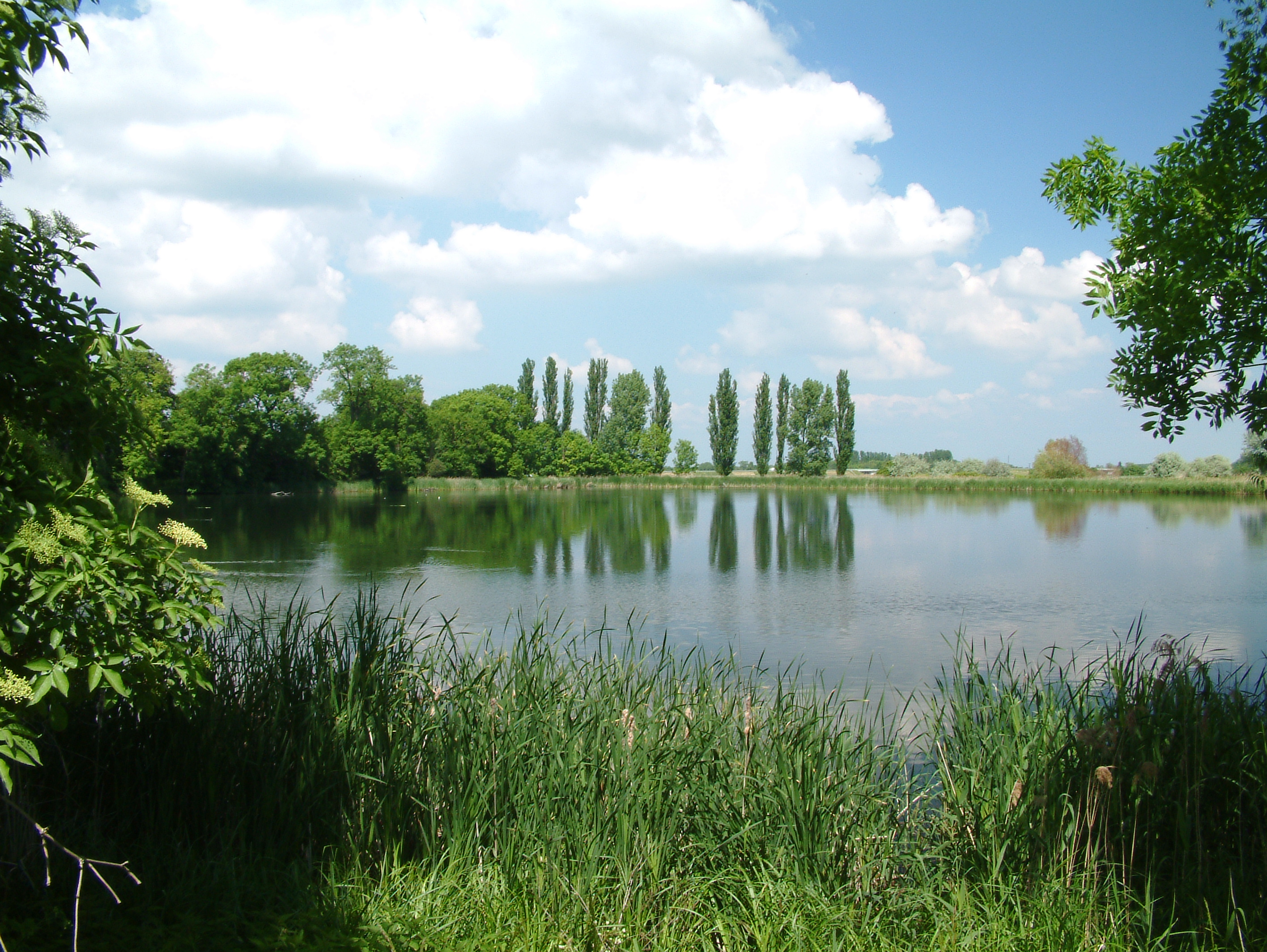
Der Kloster Gröninger Luttersee ist ein gern besuchter Angelsee und Anlaufpunkt für Spaziergänge.

Der circa 200 × 300 Meter große Luttersee, früher auch die Offenbare See genannt, befindet sich am nördlichen Ortsrand des Ortsteils Kloster Gröningen. Es handelt sich hierbei um einen ca. fünf Meter tiefen mit Wasser gefüllten Erdfall. Am Ufer befindet sich ein artenreicher, parkähnlich angelegter Gehölzbestand und im Osten ein breiter Schilfgürtel. Die Vogelarten, die hier Nahrungs-, Brut- und Überwinterungsmöglichkeiten gefunden haben, bestechen durch großen Artenreichtum. Anzutreffen sind beispielsweise Rothalstaucher, Roter und Schwarzer Milan, Sperber und Uferschwalbe. Auch Schwäne haben hier schon erfolgreich gebrütet. Der See ist aber auch ein wertvoller Lebensraum für Kröten, selten gewordene Molche und Insekten. Im See leben Karpfen, Karauschen, Aale und Hechte, die auch unter der Berücksichtigung des Naturschutzes geangelt werden können. Bis zum Ende des Zweiten Weltkrieges war am nördlichen Ufer der Familienfriedhof des Klostergutsbesitzes Carl Klamroth angelegt. Er wurde von den DDR-Behörden nicht gebührend beachtet und durch Bubenhand zerstört.

#### Weitere Gewässer in der Gemarkung der Stadt
- Holtemme
- Kannenholzgraben
- Grundlos
- Leth
- Breite See
- Salzener See.
- Rundes und Breites Loch
- Bauernteich
- Blauer Brunnen
- Gröninger Kiessee

### Parks

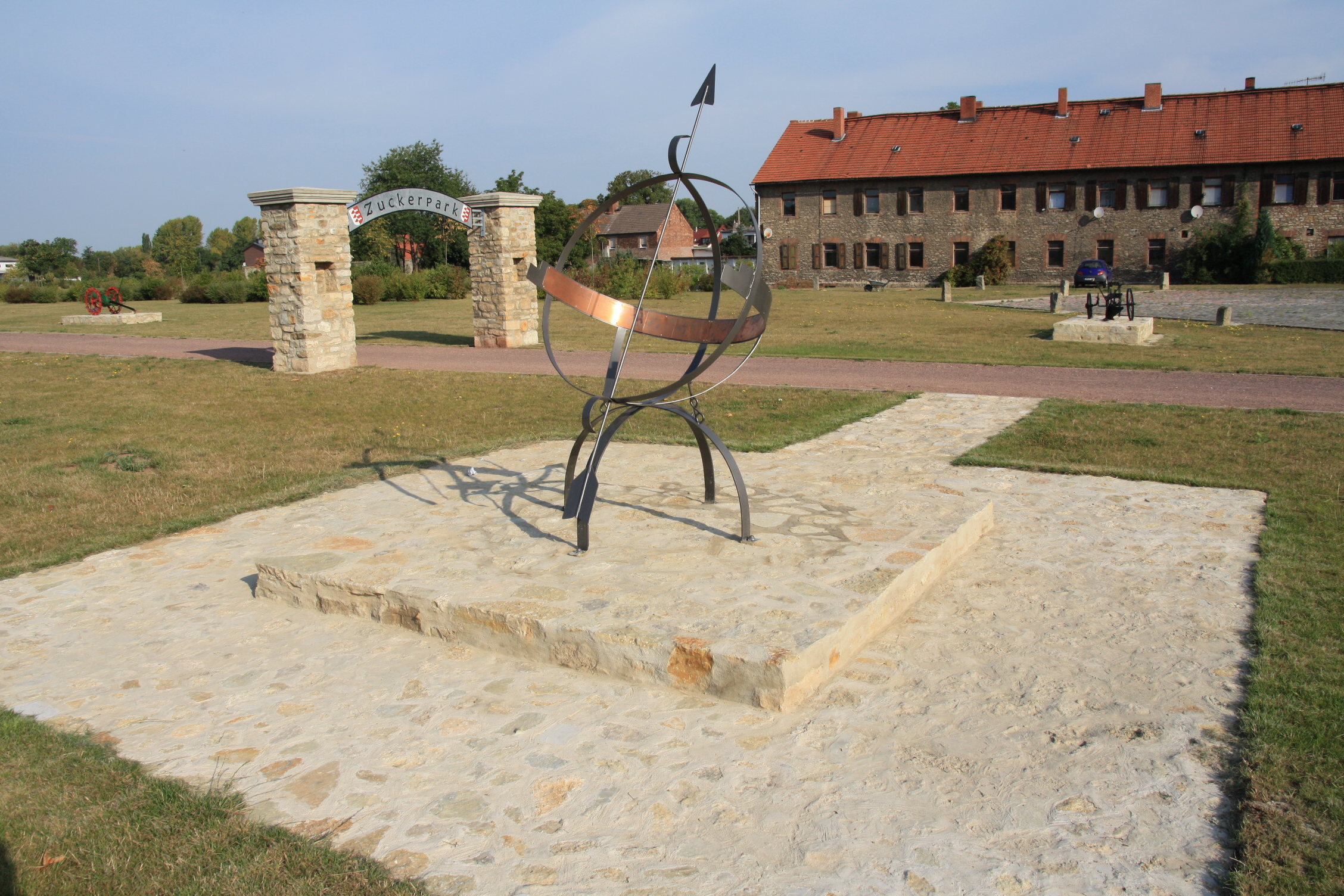
Eingangsbereich zum Zuckerpark mit Sonnenuhr

Dort, wo heute der Gröninger Zuckerpark zum Verweilen einlädt, befand sich einst eine Zuckerfabrik. Gründer der Zuckerfabrik Wiersdorff, Hecker und Co waren: J. A. Wiersdorff (Dahlenwarsleben), K. F. Hecker (Halberstadt), J. C. A. Reinhardt (Ochtmersleben) und F. Schaffenger (Halberstadt).
Die 1863 gebaute Fabrik entwickelte sich rasant und war von 1876 bis 1879 die größte und bestausgerüstete Zuckerfabrik der Provinz. Rüben, Kohlen und Zucker wurden in Massen transportiert und machten so den Bau eines Bahnanschlusses erforderlich. Über ein Betriebsanschlussgleis wurde die Fabrik 1879 mit der Staatsbahn im Bahnhof Nienhagen verbunden. Im Jahr 1914 wurden ein neues Kontor- und Geschäftsgebäude und der dritte Fabrikschornstein errichtet. Wie ein ehemaliger Mitarbeiter der Fabrik berichtete, wurde in Gröningen so viel Zucker produziert, dass man damit einen Eisenbahnzug mit einer Länge von Gröningen bis zu den Pyramiden in Ägypten hätte füllen können. Doch die Erfolgsgeschichte war nicht endlos. Nach dem Ende des Zweiten Weltkrieges wurde die Firma enteignet. Reparationsleistungen für Schäden in der damaligen Sowjetunion wurden mit dem Abbau von Maschinen und Anlagen beglichen. So wurde ab 1946 der größte Arbeitgeber der Stadt Gröningen zerstört. Ca. 700 Arbeitsplätze wurden vernichtet. Die Pläne, die Zuckerfabrik größer und moderner wieder aufzubauen, wurden letztlich nicht umgesetzt. In den folgenden Jahren nutzten einigen kleinere Unternehmen die vorhandenen Gebäude und Anlagen. Die Firmen wurden zwischen 1989 und 1992 abgewickelt und geschlossen. Das hatte auch Folgen für die Gebäude, sie verwandelten sich in einsturzgefährdete Ruinen. Die Wende für das Gelände wurde eingeleitet, als im Sommer 2001 der Fabrikschornstein – übrigens einst ein Gröninger Wahrzeichen – gesprengt wurde. Anschließend wurden die anderen Anlagen der Zuckerfabrik abgerissen. So war der Weg frei, hier die Fläche zu rekultivieren und einen Ort der Erholung für die Gröninger und ihre Gäste zu schaffen. Das 3,9 Hektar große Areal wurde mit viel Initiative zu einem Park umgestaltet. Er ist von ausgedehnten Wiesenflächen und eine lockere Bepflanzung mit zumeist einheimischen Bäumen und Sträuchern geprägt. Insgesamt 27 unterschiedliche Baumarten, darunter auch zahlreiche „Bäume des Jahres“ sind zu finden. So können beispielsweise Stieleiche, Rotbuche, Winterlinde, Feldulme, Speierling, Gemeine Eibe, Bergahorn. Hainbuche, Eberesche, Wildbirne, Silberweide, Sandbirke, Gemeine Esche und Gewöhnlicher Wacholder von den Besuchern bestimmt werden. Aber auch der Fächerblattbaum „Ginko bilboa“, der zum Baum des Jahrtausends gewählt wurde und zu den Nadelbäumen gehört, hat einen Standplatz im Zuckerpark gefunden, ebenso wie der aus China stammenden Götterbaum „Ailanthus altissima“. Ganz neu ist ein Mammutbaum, der zur 1075-Jahr-Feier der Stadt Gröningen im Oktober 2009 gepflanzt wurde. Doch neben den Bäumen ist auf den Wiesenflächen noch viel Platz. Es entstand die Idee einer Freiausstellung. Da aber Geräte aus der Zuckerherstellung nur noch selten zu finden sind, fiel der Entschluss, alte Geräte aus der Landwirtschaft zu platzieren. Gern kann die Ausstellung auch immer erweitert werden. Auch ein alter Brunnen wurde saniert und eine Schautafel und ein Monument über die Gründer der Zuckerfabrik erinnern an die Geschichte der einstigen Zuckerfabrik. Ganz neu ist eine große Sonnenuhr am Eingang des Parks.

### Naturschutzgebiet Seeburg
Das Naturschutzgebiet „Seeburg“ ist in einer sonst gewässerarmen Ackerlandschaft gelegen und befindet sich in unmittelbarer Nähe der Wüstung Wentlingen. Vermutlich hatte dieser Ort eine Burg. Das Gewässer ist nährstoffreich und von Röhricht und gut entwickelter Ufervegetation umgeben. In trocknen Jahren sieht man jedoch vom Beobachtungsstand kein Wasser mehr. Am Ostrand hat sich ein Holunder- und Bruchweidengebüsch gebildet, auch kann man kleinflächige Seggenriede finden. Das ist Voraussetzung, dass das Gebiet heute zu einem beliebten Brut- und Rastplatz für Wasservögel geworden ist. Alle das mitteleuropäische Binnenland durchziehende Vogelarten wurden bereits an der „Seeburg“ beobachtet. Auch für mehrere Lurcharten ist das Gewässer im Naturschutzgebiet ein wichtiger Laichplatz.

## Vereinsleben

### Sport
Der ortsansässige Sportverein SV Eintracht Gröningen 1919 e. V. hat ca. 170 Mitglieder und ist hauptsächlich im Bereich Fußball aktiv. Seit 2011 ist die Abteilung Radsport aktiv.
Zudem gibt es den Tischtennisclub 1990 Gröningen e. V., den Reit- und Fahrverein Gröningen e. V., die SG Gröningen 98 e. V. und den Gröninger Schützenverein v. 1990 e. V. als eingetragene Sportvereine.

### Stadtjubiläum

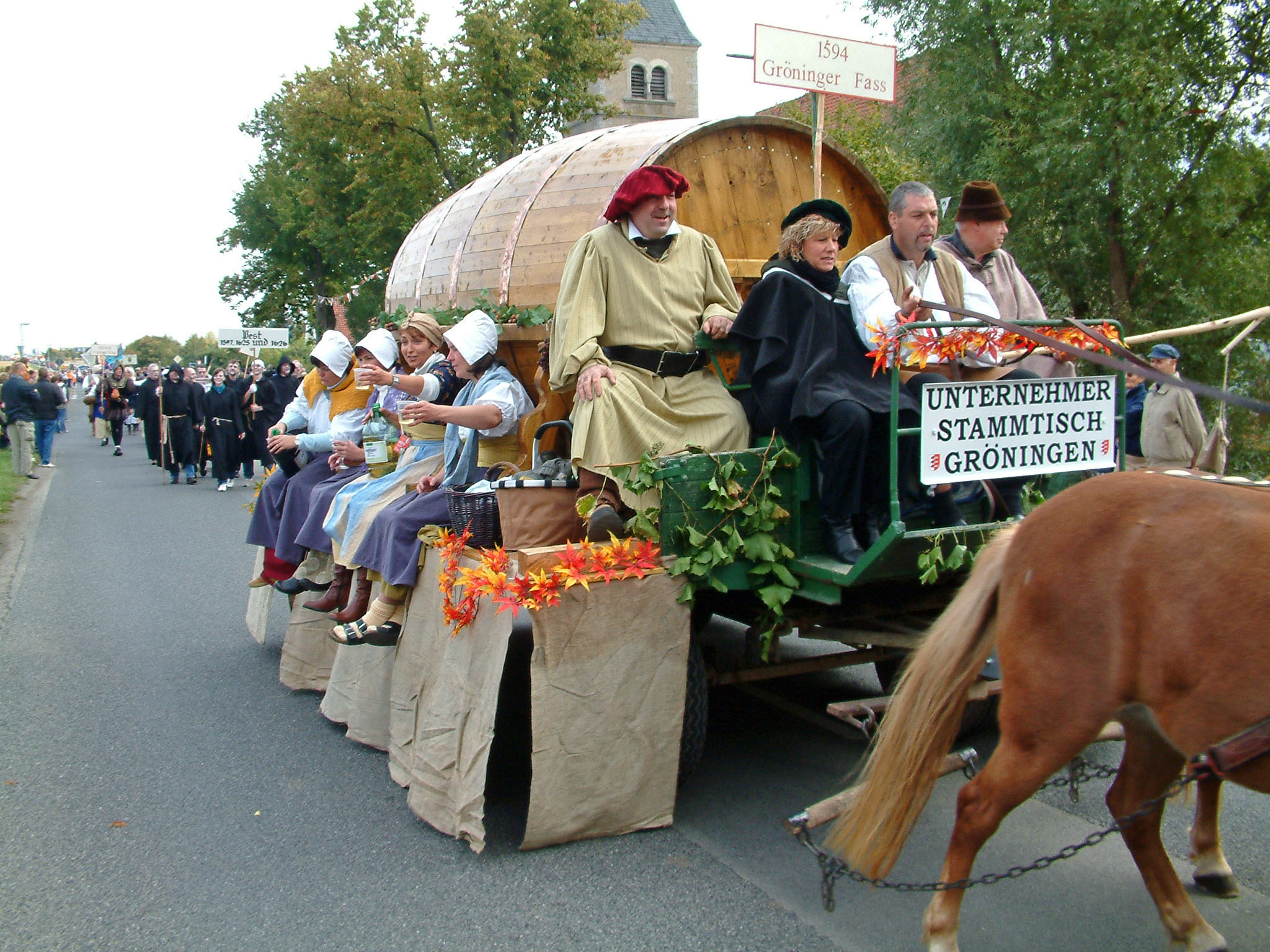
Erinnerung an das in Gröningen erbaute Riesenweinfass, welches heute in den Halberstädter Spiegelsbergen liegt. Es ist das älteste erhaltene Riesenweinfass der Welt.

Erstmals urkundlich erwähnt wurde Gröningen am 25. Juni 934. Die 1075-Jahr-Feier fand einige Wochen verspätet vom 2. bis 4. Oktober 2009 statt. Am 2. Oktober war der Festakt, an den sich die Vorführung dreier kleiner historischer Theaterstücke durch Laienschauspieler anschlossen. Höhepunkt am 3. Oktober 2009 war der historische Festumzug von ansässigen Vereinen, Institutionen und Privatpersonen der Stadt und ihrer Ortsteile. Fast 1000 Bürger, großenteils kostümiert, marschierten unter großen Andrang von Zuschauern durch die festlich geschmückte Stadt. Fast alle geschichtsträchtigen Ereignisse, wie Riesenweinfaß, Pest, Dreißigjähriger Krieg, DDR-Zeit, Vereinsgeschichte u. a. wurden in Blöcken dargestellt. Zu Gast war auch eine Delegation aus Gröningens Partnerstadt Satteldorf in Baden-Württemberg, die mit ihrer Blasmusik-Kapelle für eine gute Stimmung am Abend sorgte. Ein historischer Markt zeigte alte Handwerksbräuche. Ein weiterer Höhepunkt war das von der Grundschule aufgeführte Musical „Die Wassertropfenweltreise“. Am 4. Oktober klangen die Festlichkeiten mit einem Festgottesdienst und Musikveranstaltungen aus.

## Persönlichkeiten
- Die Täuferin Petronella wurde am 4. Oktober 1535 in der Bode bei Gröningen wegen ihres Glaubens ertränkt.
- Simon Bingelhelm († 1600), Serienmörder, wurde in Gröningen gevierteilt
- George Engelhard von Löhneysen (1552–1622), Berghauptmann Reit- u. Stallmeister, Verleger, Schriftsteller
- Christian von Braunschweig-Wolfenbüttel (1599–1626), Feldherr im Dreißigjährigen Krieg
- George Simon Winter von Adlersflügel (1629–1701), Reit- u. Stallmeister, Pferdearzt, Schriftsteller
- Johann Georg Leuckfeld (1668–1726), Theologe und Historiker, starb hier
- Jacob Friedrich Reimmann (1668–1743), Aufklärer und Philosoph
- Leopold Friedrich Günther von Goeckingk (1748–1828), Dichter des Rokokos
- Johann Gottfried Hoche (1762–1836), Theologe und Historiker, starb hier
- Christian Friedrich Bernhard Augustin (1771–1856), evangelischer Theologe, Schriftsteller und Historiker
- Wilhelm Appuhn (1804–1882), evangelischer Theologe
- Carl Wilhelm Hoffmann (um 1810 – um 1895), Architekt
- Eulalia Merx (1811–1908), Schriftstellerin
- Louise Aston (1814–1871), Schriftstellerin und Vorkämpferin für die demokratische Revolution und Frauenemanzipation
- Friedrich Eduard Hoffmann (1818–1900), in Gröningen geboren, Erfinder des Ringofens
- Alwin Gustav von Coler (1831–1901), preußischer Generalstabsarzt und Wirklicher Geheimer Obermedizinalrat
- Emil Söchting (1858–1937), Komponist
- Otto Heichert (1868–1946), Maler und Graphiker
- Johann Wacker (1868–1934), Pflanzenbauwissenschaftler
- Leopold Carl Friedrich Merkel (1892–1929), Ingenieurwissenschaftler und Hochschullehrer
- Hans-Heinz Parry (1904–1977), Schriftsteller
- Franz Böhmert (1934–2004), Arzt und Sportfunktionär, 1970–1999 Präsident SV Werder Bremen, Vorstandsmitglied des DFB
- Angelika Unterlauf (* 1946), Fernsehjournalistin
- Frank-Peter Weiß (* 1951), Physiker und Hochschullehrer